# Desiderata de Llombardia
Desiderata de Llombardia (en llatí Desiderada), esmentada durant el tercer quart del segle viii, fou una princesa llombarda, filla del rei Desideri d'Ístria i primera esposa oficial de Carlemany. El seu nom per a la història és Desiderata (Desiderada) però això podria ser per un error, bé per associació amb el nom del seu pare, en llatí Desiderius (la forma femenina del nom seria Desideria (català Desidèria) i no Desiderada/Desiderata), bé per un error de còpia al Monumenta Germaniae Historica que hauria convertit en majúscula la D en l'expressió "desideratam filiam" (filla desitjada).

## Biografia
És la filla de Desideri d'Ístria, últim rei dels longobards, i de la seva esposa Ànsia. Se saben bastant poques coses d'ella; no és segur (ni potser probable) que Desiderada (en traducció llatina) hagi estat el seu verdader nom. La notable historiadora carolíngia Janet Nelson, va suggerir el 1998 que la filla de Desideri portaria un altre nom; Nelson raona en la confusió que els contemporanis van tenir en les dues dones (possiblement amb el mateix nom, però no germanes) casades amb dos germans (Carlemany i Carloman) també amb noms similars; l'esposa de Carloman era la franca Gerberga i proposa per l'esposa de Carlemany el de Gerperga (versio llombarda del nom franc Gerberga). Desideri i Ànsia (o Ansa) van tenir tres altres filles: Anselperga, Adelperga i Liutperga, que junt amb Gerperga tenen en comú un final en "perga", i sobre aquesta base pensa que l'esposa de Carlemany no seria Desiderata, un nom estrany, sinó Gerperga/Gerberga, i la de Carloman seria una Gerberga franca i no llombarda i filla de Desideri; aquestos fets creaven confusió, com fins i tot el Papa Esteve III mostra en una carta. Quan Gerberga va fugir a Itàlia després de la mort de Carloman, no ho va fer per ser el seu pare; Desideri estava enfrontat amb Carlemany perquè aquest havia repudiat poc abans a Desiderata/Gerperga, aquesta si filla del rei llombard, i va demanar al papa Adrià I (9 de febrer del 772-795) la coronació de Pipí com a rei dels Francs i el reconeixement del dret a succeir al seu pare.
Ni tan sols la seva relació amb Carlemany està clarament establerta donades les divergències entre les fonts d'època: l'única cosa certa és que no hi ha va haver fills de Carlemany i de Desiderata.
Carlemany va esdevenir rei dels Francs el 768, al mateix temps que el seu germà Carloman. Tenia llavors una concubina, Himiltruda, que li va donar un fill, Pipí el Geperut. El 769, sembla que Berta de Laon va dissenyar el projecte d'un doble matrimoni: de Carlemany amb Desiderata i de Carloman amb Gerberga, que se suposava que era l'altra filla de Desideri, però que en realitat es devia referir a una dama franca. Aquest projecte és conegut per cartes del Papa, que se'n mostra totalment hostil i afirma que el seu vincle amb Himiltruda és un verdader matrimoni.
Segons Eginhard, en la seva Vida de Carlemany, el matrimoni amb Desiderata va tenir finalment lloc. Després fou repudiada per Carlemany el 771 oficialment basant-se en la seva infertilitat. Va retornar llavors a Llombardia, a la cort de Pavia, i després a Brescia al monestir de San Salvador dirigit per la seva germana Anselperga. Sembla que hauria mort poc després però la seva sort no és coneguda realment. Segons una crònica, hauria mort dormint.
El 772, Carlemany es va casar amb Hildegarda de Vintzgau, que al contrari que Desiderata li donarà molts fills. El 773 va iniciar una campanya militar a Itàlia contra Desideri que portarà al final del regne longobard.

## Genealogia
```
┌─ X
┌─ 
Desideri d'Ístria
, 
duc de Toscana
, 
rei dels Longobards
.
│ └─ X
│
```

Desiderata/Desiderada
```
│
│ ┌─ X
└─ Ànsia o Ansa (?-?).
└─ X
```